# Еверест (фільм, 2015)
«Еверест» (англ. Everest) — британсько-американський біографічний кінотрилер режисера Балтасара Кормакура, що вийшов 2015 року. У головних ролях Джейсон Кларк, Джейк Джилленгол, Джош Бролін. Стрічку створено на основі реальних подій.
Вперше фільм продемонстрували 2 вересня 2015 року в Італії на 72-му Венеційському кінофестивалі. В Україні у кінопрокаті допрем'єрний показ фільму розпочався 17 вересня 2015 року, а прем'єрний — 24 вересня 2015 року.

## Сюжет
1996 року під час спуску з вершини найбільшої гори на планеті одразу три експедиції потрапляють у буревій.

## Творці фільму

### Знімальна група
Кінорежисер — Балтасар Кормакур, сценаристами були Вільям Ніколсон і Саймон Бофой, кінопродюсерами — Нікі Кентіш Барнс, Тім Беван, Ліза Чейсин, Ерік Феллнер, Еван Гейс, Браян Олівер і Тайлер Томпсон, виконавчими продюсерами — Брандт Андерсен, Рендалл Емметт, Джордж Фурла, Марк Маллоук, Пітер Маллоук, Лорен Селіґ, Бірґір Сіґфуссон і Томас Талл. Композитор: Даріо Маріанеллі, кінооператор — Сальваторе Тотіно, кіномонтаж: Мік Одслі. Підбір акторів — Фіона Вір, художник-постановник: Ґері Фрімен, артдиректор: Алессандро Сантучі і Том Стілл, художник по костюмах — Ґай Сперанца.

### У ролях
| Актор            | Роль                                                  |
| ---------------- | ----------------------------------------------------- |
| Джейсон Кларк    | Роб Голл, керівник новозеландської групи альпіністів  |
| Джейк Джилленгол | Скотт Фішер, керівник американської групи альпіністів |
| Том Гудман-Гілл  | Ніл Бейдлман, професійний гід у команді Фішера.       |
| Джош Бролін      | Бек Везерс, лікар                                     |
| Джон Гоукс       | Даґ Гансен, листоноша                                 |
| Робін Райт       | Піч, дружина Бека                                     |
| Емілі Вотсон     | Хелен Вілтон, менеджер                                |
| Майкл Келлі      | Джон Кракавер, журналіст                              |
| Кіра Найтлі      | Джен Арнольд, вагітна дружина Голла                   |
| Сем Вортінгтон   | Ґай Коттер, професійний гід                           |
| Мартін Гендерсон | Енді Гарріс, професійний гід                          |
| Елізабет Дебікі  | Керолайн Маккензі, лікар                              |
| Морі Наоко       | Ясуко Намба, професійна альпіністка                   |
| Емі Шиндлер      | Шарлотта Фокс, професійна альпіністка                 |
| Клайв Стенден    | Ед Вістурс, професійний альпініст                     |
| Ванесса Кірбі    | Сенді Гілл Піттман, журналістка                       |
| Міа Гот          | Мег Везерс                                            |

## Сприйняття

### Оцінки і критика
Станом на 7 вересня 2015 року рейтинг очікування фільму на сайті Rotten Tomatoes становив 97 % із 17 304 голосів, середня оцінка 3,9/5, на сайті Kino-teatr.ua — 9,69/10 із 29 голосів.
Фільм отримав позитивні відгуки: Rotten Tomatoes дав оцінку 73 % на основі 190 відгуків від критиків (середня оцінка 6,7/10) і 73 % від глядачів зі середньою оцінкою 3,7/5 (37 689 голосів). Загалом на сайті фільми має позитивний рейтинг, фільму зарахований «стиглий помідор» від кінокритиків і «попкорн» від глядачів, Internet Movie Database — 7,2/10 (57 566 голосів), Metacritic — 64/100 (39 відгуків критиків) і 7,2/10 від глядачів (172 голоси). Загалом на цьому ресурсі від критиків і від глядачів фільм отримав позитивні відгуки.
Щомісячний журнал про кінематограф «Empire» сказав, що це хороший фільм і поставив йому 3 зірки з 5, підсумувавши, що «хоча фільм захопливий і добре зіграний, він потерпає від такої ж проблеми, яку зображує — надто багато людей на горі і надто багато сюжетних ліній, за якими потрібно стежити, тому зворушливі особисті історії губляться у снігу».

### Касові збори
Під час показу в Україні, що розпочався з допрем'єрних показів 17 вересня 2015 року, протягом першого тижня на фільм було продано 70 118 квитків, фільм був показаний у 167 кінотеатрах і зібрав 5 244 190 ₴, або ж 241 233 $, що на той час дозволило йому зайняти 2 місце серед усіх прем'єр. Під час прем'єрного показу, що розпочався 24 вересня 2015 року, протягом цього тижня на фільм було продано 127 806 квитків, фільм був показаний у 213 кінотеатрах і зібрав 8 440 042 ₴, що на той час дозволило йому зайняти 1 місце серед усіх прем'єр. Показ в Україні тривав 7 тижнів і завершився 8 листопада 2015 року, за час прокату було продано 442 509 квитків та зібрано 29 037 892 ₴, або ж 1,357,145 $.
Під час показу у США, що розпочався 18 вересня 2015 року, протягом першого тижня фільм був показаний у 545 кінотеатрах і зібрав 7 222 035 $, що на той час дозволило йому зайняти 5 місце серед усіх прем'єр. Станом на 18 листопада 2015 року показ фільму триває 62 дні (8,9 тижня) і за цей час зібрав у прокаті у США 43 121 960 доларів США, а у решті світу 155 324 739 $ (за іншими даними 157 325 395 $), тобто загалом 198 446 699 доларів США (за іншими даними 200 447 355 $) при бюджеті 55 млн доларів США (за іншими даними 65 млн $).

## Музика
Музику до фільму «Еверест» написав Даріо Маріанеллі, саундтрек вийшов 18 вересня 2015 року на лейблі «Varese Sarabande».
| Список треків | Список треків                | Список треків                 | Список треків |
| #             | Назва                        | Виконавець                    | Тривалість    |
| ------------- | ---------------------------- | ----------------------------- | ------------- |
| 1.            | «The Call»                   |                               | 3:11          |
| 2.            | «Setting Off from Kathmandu» |                               | 1:16          |
| 3.            | «First Trek: Base Camp»      |                               | 2:30          |
| 4.            | «Arriving at the Temple»     | The Monks of Tharig Monastery | 1:01          |
| 5.            | «The Lowdown»                |                               | 2:36          |
| 6.            | «A Close Shave»              |                               | 3:25          |
| 7.            | «Starting The Ascent»        |                               | 3:06          |
| 8.            | «To Camp Four»               |                               | 2:09          |
| 9.            | «Someone Loves Us»           |                               | 1:56          |
| 10.           | «Summit»                     |                               | 4:57          |
| 11.           | «Time Runs Out»              |                               | 6:58          |
| 12.           | «Lost»                       |                               | 2:23          |
| 13.           | «Last Words»                 |                               | 2:58          |
| 14.           | «Beck Gets Up»               |                               | 2:55          |
| 15.           | «Chopper Rescue»             |                               | 2:20          |
| 16.           | «Epilogue»                   |                               | 5:11          |
| 48:52         |                              |                               |               |

### Виноски
1. 1 2  Everest: Release Info (англ.). Internet Movie Database. Архів оригіналу за 27 вересня 2015. Процитовано 7 вересня 2015.
2. 1 2 3  Еверест. Kino-teatr.ua. Архів оригіналу за 23 вересня 2015. Процитовано 23 вересня 2015.
3. 1 2 3 4 5 6  Everest (2015) (англ.). Box Office Mojo. Архів оригіналу за 18 серпня 2015. Процитовано 20 листопада 2015.
4. 1 2  Mike Fleming Jr (12 листопада 2013). Working Title’s ‘Everest’ Is Real: Cross Creek And Walden Media To Co-Finance Pic (англ.). deadline.com. Архів оригіналу за 8 вересня 2015. Процитовано 7 вересня 2015.
5. 1 2 3 4  Everest (2015) (англ.). The Numbers. Архів оригіналу за 21 листопада 2015. Процитовано 20 листопада 2015.
6. 1 2  Everest (англ.). Internet Movie Database. Архів оригіналу за 20 листопада 2015. Процитовано 20 листопада 2015.
7. 1 2 3  Бокс-Офіс 38: Американські горбки. Kino-teatr.ua. Архів оригіналу за 1 жовтня 2015. Процитовано 30 вересня 2015.
8. ↑  Андрій Фарисей (24 вересня 2015). Прем’єри тижня: «Еверест», «Стажер», «Брати: остання сповідь». На цьому тижні у прокат виходять дві драми і одна комедія. Forbes.ua. Архів оригіналу за 26 вересня 2015. Процитовано 18 жовтня 2015.
9. ↑  Everest: Full Cast & Crew (англ.). Internet Movie Database. Архів оригіналу за 29 грудня 2014. Процитовано 7 вересня 2015.
10. ↑  Everest (англ.). Rotten Tomatoes. Архів оригіналу за 18 листопада 2020. Процитовано 20 листопада 2015.
11. ↑  Everest (англ.). Metacritic. Архів оригіналу за 15 травня 2017. Процитовано 20 листопада 2015.
12. ↑  Kim Newman. Everest. Mount Doom (англ.). Empire. Архів оригіналу за 28 вересня 2015. Процитовано 26 вересня 2015.
13. 1 2  Ukraine Box Office for Everest (2015) (англ.). The Numbers. Архів оригіналу за 1 жовтня 2015. Процитовано 30 вересня 2015.
14. 1 2  Бокс-Офіс 39: Братська доля. Kino-teatr.ua. Архів оригіналу за 1 жовтня 2015. Процитовано 30 вересня 2015.
15. ↑  Бокс-Офіс 44: Щасливий Хеллоуїн. Kino-teatr.ua. Архів оригіналу за 21 листопада 2015. Процитовано 20 листопада 2015.
16. ↑  Everest (2015) Ukraine Weekend Box Office (англ.). The Numbers. Архів оригіналу за 21 листопада 2015. Процитовано 20 листопада 2015.
17. ↑  filmmusicreporter (26 серпня 2015). ‘Everest’ Soundtrack Details (англ.). Film Music Reporter. Архів оригіналу за 26 вересня 2015. Процитовано 17 жовтня 2015.
18. ↑  Everest (Dario Marianelli) Soundtrack (англ.). Amazon.com, Inc. Процитовано 17 жовтня 2015.
19. ↑  Everest. Original Motion Picture Soundtrack. Dario Marianelli (англ.). Varèse Sarabande. Архів оригіналу за 7 вересня 2015. Процитовано 17 жовтня 2015.